# Rayón (kommun i Chiapas)
Rayón är en kommun i Mexiko.   Den ligger i delstaten Chiapas, i den sydöstra delen av landet, 700 km öster om huvudstaden Mexico City.
Följande samhällen finns i Rayón:
- Rayón
- El Pinabeto
- Manzanillo Pinabeto
- Guadalupe Victoria
- La Unión Nueva
- Rivera San Sebastián
- Rivera San Antonio
- Anexo las Nubes